# Beleg van Takatenjin (1581)
Het tweede Beleg van Takatenjin was een slag tijdens de Japanse Sengoku-periode in 1581. Zes jaar eerder, in 1574, had Takeda Katsuyori fort Takatenjin veroverd op Tokugawa Ieyasu. Het tweede beleg duurde ongeveer vier maanden en eindigde met de val het het fort aan troepen van Oda Nobunaga, de feodale heer van Ieyasu.
Het fort stond onder beheer van Okabe Naganori, een vazal van de Takeda-clan. De troepen van Nobunaga stonden onder leiding van Nagahide Mori, een vazal van de Oda-clan. De val van het fort was een belangrijke overwinning omdat hiermee de Takeda verzwakt werden. Een jaar later, in 1582, zou Katsuyori zijn laatste slag leveren in de slag bij Temmokuzan, wat het einde zou zijn van de macht van de Takeda.